# AZ Возничего
AZ Возничего (лат. AZ Aurigae) — одиночная переменная звезда в созвездии Возничего на расстоянии (вычисленном из значения параллакса) приблизительно 6333 световых лет (около 1942 парсеков) от Солнца. Видимая звёздная величина звезды — от +14m до +8,2m.

## Характеристики
AZ Возничего — красная углеродная пульсирующая переменная звезда, мирида (M) спектрального класса C7,1e-C8,2-3(N0e). Эффективная температура — около 3298 К.